# European Film Awards per il miglior co-produttore europeo - Prix Eurimages
I vincitori del European Film Awards per il miglior co-produttore europeo - Prix Eurimages, sono stati i seguenti:

## Albo d'oro

### Anni 2000
- 2007
  - Margaret Menegoz ( Ungheria)
  - Veit Heiduschka ( Austria)
- 2008
  - Bettina Brokemper ( Germania)
  - Vibeke Windeløv ( Danimarca)
- 2009
  - Diana Elbaum ( Belgio)
  - Jani Thiltges ( Lussemburgo)

### Anni 2010
- 2010: Zeynep Özbatur Atakan ( Turchia)
- 2011: Mariela Besuievsky ( Spagna)
- 2012: Helena Danielsson ( Svezia)
- 2013: Ada Solomon ( Romania)
- 2014: Ed Guiney ( Irlanda)
- 2015: Andrea Occhipinti ( Italia)
- 2016: Leontine Petit ( Paesi Bassi)
- 2017: Čedomir Kolar ( Croazia)
- 2018: Konstantinos Kontovrakis e Giorgos Karnavas ( Grecia)

### Anni 2020
- 2020: Luís Urbano ( Portogallo)
- 2021: Maria Ekerhovd ( Norvegia)
- 2022: I produttori dell'Ucraina ( Ucraina)
- 2023: Uljana Kim ( Kirghizistan)
- 2024: Labina Mitevska ( Macedonia del Nord)